# Gare de Jérusalem
La gare de Jérusalem (hébreu : תחנת הרכבת ירושלים, Tahanat HaRakevet Yerushalayim)  est une gare historique ouverte en 1892. Faisant jadis partie de la ligne de Jaffa à Jerusalem (en), elle n'est plus en service depuis 1998 et est remplacée par la nouvelle gare de Jérusalem Malha ouverte en 2005. En mai 2013, le bâtiment, après des travaux de rénovation, est devenu un centre culturel et de loisirs.

## Histoire
L'idée de relier par voie ferrée la côte et Jérusalem remonte au milieu du XIXe siècle par l'architecte et archéologue allemand le docteur Conrad Schick et surtout du financier philanthrope Moïse Montefiore. Le pouvoir ottoman s'opposa systématiquement à tous les projets de crainte de voir affluer par ce moyen des missionnaires chrétiens. En octobre 1888, l'homme d'affaires Joseph Navon obtint du gouvernement ottoman la franchise pour construire la ligne mais confronté à de gros problèmes de financement, il dut céder la concession à Bernard Camille Callas, un inspecteur de phares, qui créa la Société du Chemin de fer ottoman de Jaffa à Jérusalem et prolongements pour financer et diriger le projet.
En 1892, les travaux confiés à la Compagnie de travaux publics et construction de Paris furent achevés. La gare pavoisée de centaines de drapeaux turcs et français fut inaugurée en grande pompe par le délégué du Sultan, les gouverneurs de Jérusalem et Jaffa et tous les membres de la Commission de Turquie et de Constantinople le 26 septembre 1892.
En 1998, la ligne de Jaffa à Jerusalem (en), totalement vétuste et délaissée, est fermée. Elle fait l'objet de grands travaux de rénovation pour une réouverture en 2003/2005. Cependant, la gare de Jérusalem a été remplacée par une nouvelle gare, la gare de Jérusalem Malha, à 5 km en amont sur la même ligne, le tronçon de la ligne étant déclassé et converti en une coulée verte, le Parc HaMesila (en).